# New Baltimore (Michigan)
New Baltimore ist eine Stadt in Macomb County von Michigan in den Vereinigten Staaten. New Baltimore ist ein Vorort von Detroit und Teil der Metro Detroit. Die Stadt hat eine Gesamtfläche von 17,4 km². Das U.S. Census Bureau hat bei der Volkszählung 2020 eine Einwohnerzahl von 12.117 ermittelt. Die Siedlung ist ein historischer Erholungsort und liegt am Lake St. Clair.

## Geschichte
New Baltimore wurde 1867 als Dorf und 1931 als Stadt gegründet. Die Siedlung beruht auf einem Ort namens Ashley, welcher später in New Baltimore umbenannt wurde.

## Demografie
Nach einer Schätzung von 2019 leben in New Baltimore 12.347 Menschen. Die Bevölkerung teilt sich auf in 93,7 % Weiße, 3,2 % Afroamerikaner, 0,9 % amerikanische Ureinwohner, 0,4 % Asiaten, 0,1 % Ozeanier und 1,3 % mit zwei oder mehr Ethnizitäten. Hispanics und Latinos aller Ethnien machten 2,3 % der Bevölkerung aus. Das mittlere Haushaltseinkommen lag bei 77.730 US-Dollar und die Armutsquote bei 6,2 %.